# 王静宏
王静宏（？—），男，中华人民共和国法官，持废除死刑立场。现任四川省法官协会秘书长 ，曾任四川省高级人民法院刑事审判第三庭副庭长。 曾是“成都孙伟铭醉驾肇事案”二审审判长，将其死刑改判为无期徒刑，他由此案推动中国设立了“危险驾驶罪”、“醉驾入刑”。王静宏也是四川“岳父杀害女婿一家三口”案的二审法官，将一审死刑改判主犯张志军为死缓，轻判理由之一有凶手女儿作为被害人“家属”出具的一份“谅解书”，引起巨大社会争议，且王静宏藏匿二审判决书，将普通的刑事案件判决书在裁判文书网上列为“国家秘密”，导致被害人近亲属无法获取裁判书。该案被四川省高级人民法院再审改判后，该院未回应任何有关案件的质疑以及对于原判法官王静宏是否进行处罚，从王某截至2024年最新的任职来看，其仍属于正常退休，退任法院系统相关事业单位组织领导岗位。

## 废除死刑的主张与实践
王静宏最早在全国具备知名度是著名的孙伟铭案，将2008年12月14日成都东三环蓝谷地附近发生一起四死一伤的惨烈车祸中案犯孙伟铭从死刑改判为无期徒刑，同样持废除死刑立场的贺卫方也同样在舆论上与其进行唱和。
“柴静：在之前，很多媒体组织的辩论当中，我们都能听到一种强烈的声音，认为说孙伟铭这样的一种行为，造成了四死一伤，后果这么严重，就应该立即执行死刑，因为民愤极大，您怎么看这样的声音？
王静宏(法官)：这种以命抵命的这种文化跟我们现在这种法律文化的发展是不相适应的，我们国家的刑事法律政策也在限制慎用死刑，少用死刑。
柴静：也有一种声音说如果能够执行死刑的话，能够更强地震慑那些犯罪，能够让这个社会更安定，您怎么看？
王静宏(法官)：我不太主张这种观点，因为我们这个国家长期以来杀人者死，几千年都是流行的这种思想，但是这种严刑峻法并没有遏制或者杜绝我们现在存在的杀人案件，如果我们以杀人的手段想来遏制这种行为的发生，我觉得不是一种理智的判断，不是一种理智的处理结果。”
据威科先行法律数据库查询的统计，王静宏作为四川高院法官主审的四十起“侵犯公民人身权利、民主权利”罪案，包括故意杀人、故意伤害、强奸等案件中无一例外被告均为死缓，没有一例死刑。